# SMS Von der Tann
Le SMS Von der Tann, nommé en hommage au général bavarois Ludwig von der Tann-Rathsamhausen (1815 - 1881), a été le premier croiseur de bataille construit pour la Kaiserliche Marine, dont ce fut aussi le premier grand navire de guerre à turbines. Conçu pour participer aux opérations de reconnaissance au bénéfice de la flotte cuirassée, mais aussi pour pouvoir être intégré dans la ligne de bataille, il dispose d'une bordée de huit canons de 280, comme les premiers cuirassés allemands de type Dreadnought, et d'une cuirasse de ceinture atteignant 250 mm. Prévu pour avoir une vitesse maximale de 25 nœuds, il l'a dépassée de près de 3 nœuds. Officiellement classé dans la catégorie des « grands croiseurs » allemands (Großer Kreuzer (de)) correspondant aux croiseurs de bataille britanniques, c'est en fait le prototype des cuirassés rapides.
Il fit partie, pendant la Première Guerre mondiale du 1er groupe de reconnaissance de la Flotte de Haute Mer allemande (Hochseeflotte), et finit sabordé à Scapa Flow en 1919.

## Arrière-plan et conception

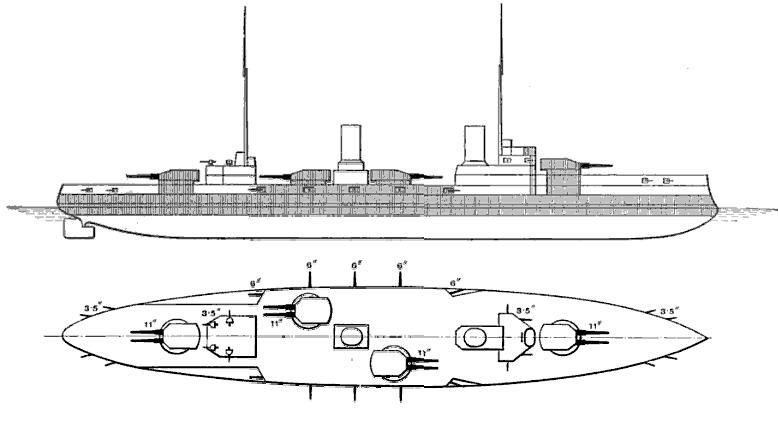
Le SMS Von der Tann décrit dans le Brassey's Naval Annual en 1913; les zones grisés représentent le blindage.

La Marine impériale allemande passa commande en 1904 de la première unité de la classe Scharnhorst d'un déplacement de 12 000 tonnes, filant 22 nœuds, armés de huit canons de 210 mm, avec un blindage de ceinture atteignant 150 mm et 170 mm sur les tourelles. En 1907, les crédits budgétaires furent alloués, en même temps que pour les deux premiers « dreadnoughts » allemands de la classe Nassau, pour un « croiseur E » nettement plus puissant que la classe Scharnhorst. Il devait déplacer 16 000 tonnes, filer 25 nœuds, être armé de douze canons de 210 mm, son blindage atteignant 180 mm en ceinture et sur les tourelles. Le but était de répondre à ce qui allait devenir la classe Invincible que l'on savait en construction, pensant, sur la foi d'une information publiée dans le Jane's Fighting Ships, qu'il s'agissait de grands croiseurs cuirassés armés de six à huit pièces de 234 mm. Lorsqu'il apparut qu'il s'agissait de navires beaucoup plus puissants, armés de huit canons de 305 mm, il n'était plus possible de modifier les plans de ce qui allait devenir le SMS Blücher lequel, pour des raisons de secret sur ses caractéristiques, devait rester classé croiseur cuirassé. 
La Marine impériale allemande s'attacha alors à définir le « croiseur F » qui deviendra le SMS Von der Tann mis sur cale en 1908 et qui sera le prototype des « grands croiseurs » allemands (Großer Kreuzer (de) est la désignation officielle des croiseurs de bataille de la Marine Impériale allemande). 
L'amiral von Tirpitz penchait pour un homologue du HMS Invincible avec une forte artillerie et un blindage limité, pour pouvoir repousser les croiseurs cuirassés ennemis, pour l'éclairage de la Flotte. L'empereur Guillaume II et le Reichsmarineamt (le Bureau de la Reichsmarine, qui avait la responsabilité de la planification des constructions) considéraient qu'un bâtiment aussi puissant et coûteux devait pouvoir être incorporé  dans la ligne de bataille. Ce fut cette option qui fut retenue, d'où un blindage de ceinture atteignant 250 mm d'épaisseur, soit 100 mm de plus que le HMS Invincible. Cette épaisseur de blindage est supérieure à celle de tous les  croiseurs de bataille britanniques (229 mm) antérieurs au HMS Hood, des croiseurs de bataille japonais de la classe Kongō (203 mm), et du Dunkerque (229 mm), et égale à celle des cuirassés italiens (250 mm).   

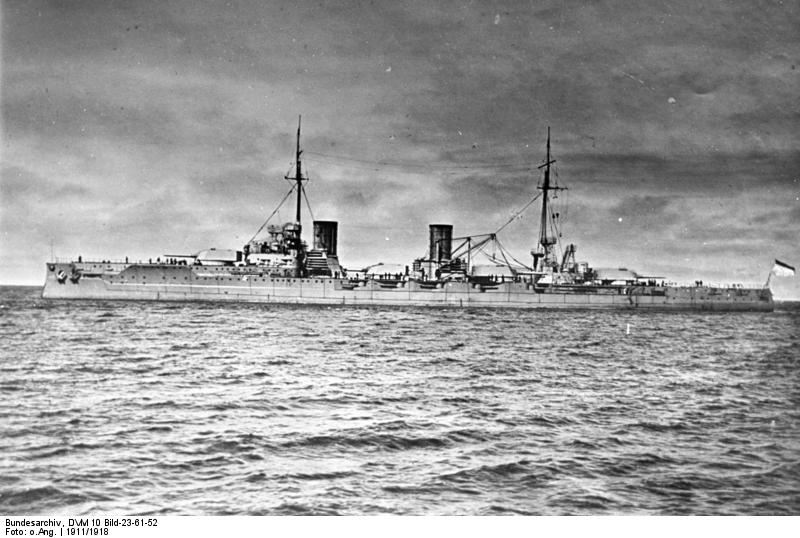
Le SMS Von der Tann, sur lequel la disposition des deux tourelles centrales permettaient le tir de chaque bord

Dans le même esprit, bien qu'un calibre de 210 mm ou 240 mm eût été suffisant pour percer le blindage des croiseurs de bataille britanniques de l'époque, le choix se porta pour l'artillerie principale, sur quatre tourelles doubles de 280 mm, du type déjà utilisé pour les cuirassés de la classe Nassau, sans aller, pour des raisons d'économies budgétaires, jusqu'aux canons de 305 mm, qui équiperont les cuirassés à partir de la classe Helgoland, qui étaient en construction à la même époque. L'artillerie secondaire est importante, avec dix canons de 150 mm.
Déplaçant 20 000 tonnes environ, le SMS Von der Tann est le premier grand bâtiment de guerre allemand équipé de turbines, développant 43 000 ch, pour une vitesse prévue de 25 nœuds, mais 27-28 nœuds furent atteints aux essais et en croisière d'endurance. Aussi long que le HMS Invincible (171 m), avec une largeur maximale supérieure de 3 m, donc un rapport longueur/largeur un peu moins favorable, il était doté de machines développant sensiblement la même puissance (2 000 ch de plus), mais avec 18 chaudières au lieu de 31. Avec le même nombre de chaudières que le HMS Dreadnought, le SMS Von der Tann développait une puissance double, et avait donc un meilleur rapport poids/ puissance de l'appareil propulsif, 66,8 kg/ch contre 83 kg/ch
Outre le gain de poids, cela avait permis une installation des deux tourelles centrales « en échelon », ce qui permettait d'avoir, en conditions de combat, une bordée de huit pièces de 280 mm, soit 2 416 kg, au lieu de six pièces de 305 mm, soit 2 310 kg sur les  croiseurs de bataille britanniques de la classe Invincible. Mais la disposition des tourelles centrales de l'artillerie principale de la classe Indefatigable ayant été modifiée, le poids de sa bordée s'établissait à 3 080 kg.

## Histoire

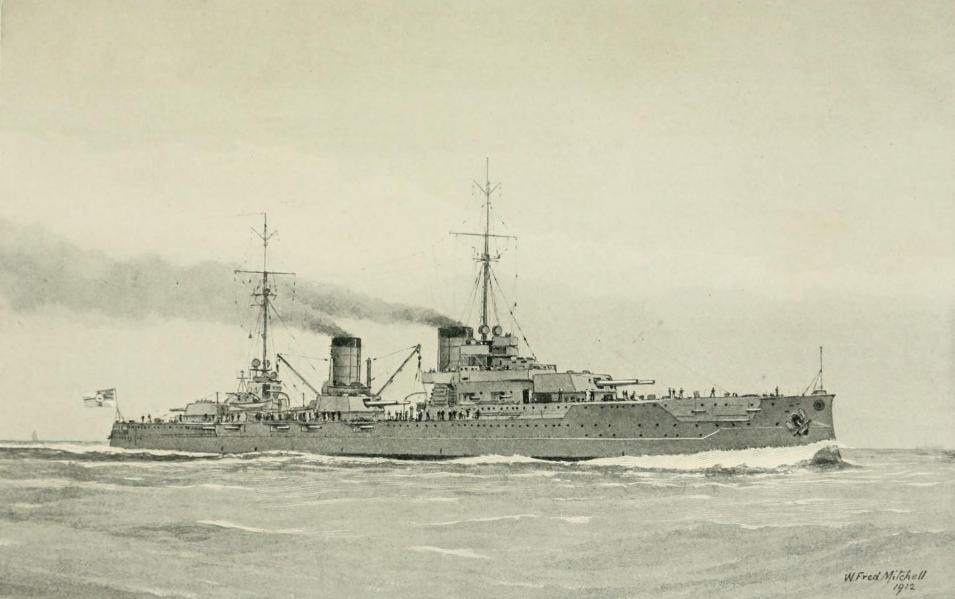
Illustration du SMS Von der Tann en mer

Le navire a été incorporé au 1er groupe de reconnaissance (Aufklärungsgruppe), commandé à partir de 1913 par le contre amiral (puis vice-amiral) Hipper et a participé à la plupart des combats de cette unité de la Hochseeflotte, pendant la Première Guerre mondiale, notamment aux bombardements de villes anglaises de la côte est de la Mer du Nord, mais il ne participa pas à la bataille du Dogger Bank. À la bataille du Jutland, commandé par le Kapitän zur See Zenker, qui devenu amiral commandera la Reichsmarine de 1924 à 1928, il a détruit le croiseur de bataille britannique HMS Indefatigable. Le Von der Tann a été touché par quatre obus de gros calibre (il a notamment été le premier navire allemand à encaisser un obus de 381 mm, du HMS Barham,), au point qu'il s'est par moments retrouvé avec toutes ses pièces d'artillerie principale en avarie ou hors de combat,, mais les dommages ont été réparés en  seulement deux mois.
En 1918, le Von der Tann a été interné à Scapa Flow, avec les bâtiments de surface les plus puissants et les plus modernes de la Hochseeflotte, dans l'attente d'une décision des Alliés sur leur sort. La flotte a été  sabordée en 1919 pour éviter de tomber dans les mains des Britanniques. L'épave du Von der Tann a été relevée en 1930, et démolie à Rosyth de 1931 à 1934.